# Lytschkiwzi
Lytschkiwzi (ukrainisch Личківці; russisch Лычковцы Lytschkowzy, polnisch Liczkowce) ist ein Dorf im Osten der ukrainischen Oblast Ternopil mit etwa 1300 Einwohnern (2004).

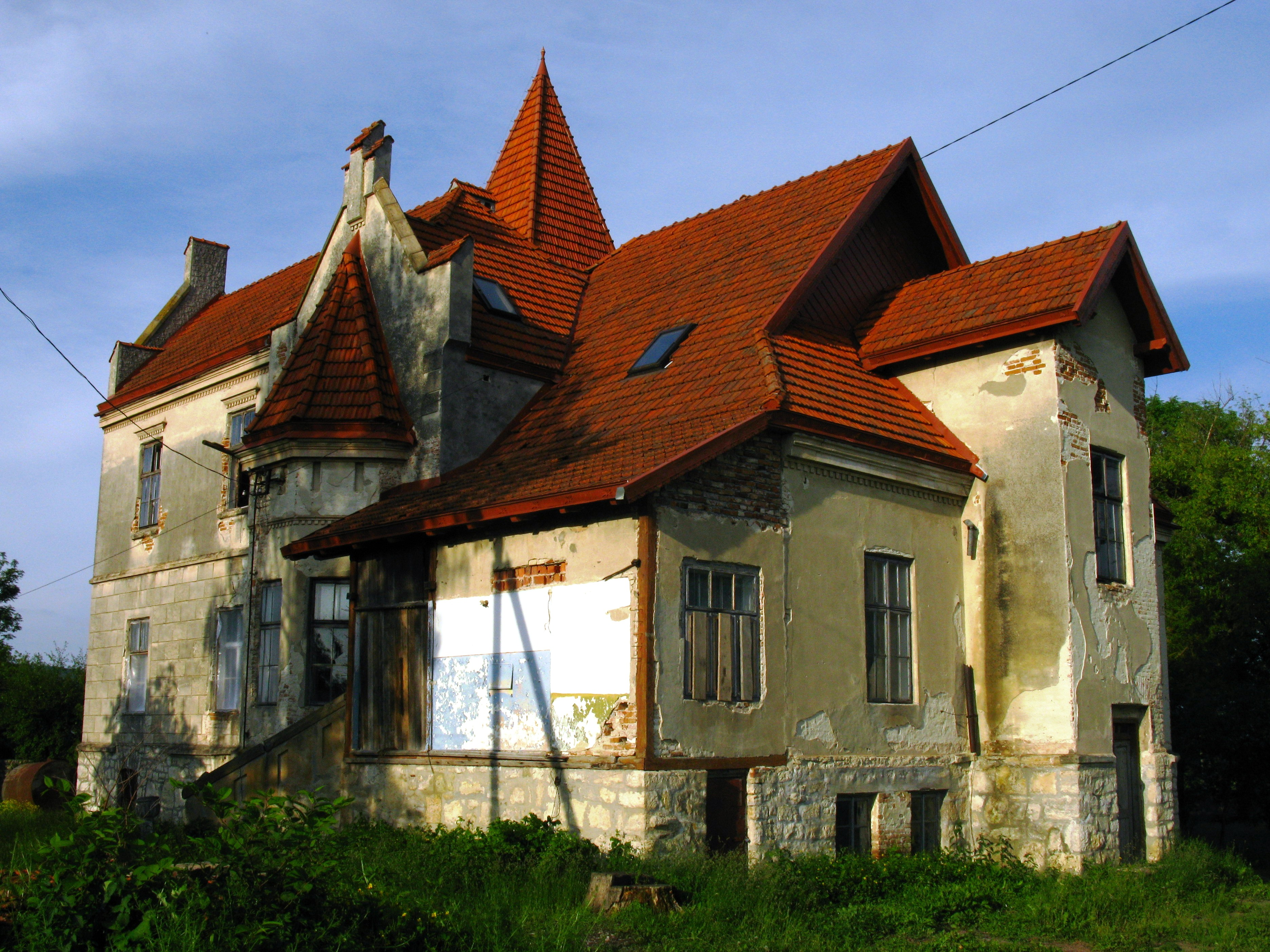
Haus in Lytschkiwzi

Die 1562 gegründete Ortschaft liegt an der Mündung der Taina in die Hnyla, einem Nebenfluss des Sbrutsch, sowie an der Territorialstraße T–20–02.
Das ehemalige Rajonzentrum Hussjatyn liegt 9 km südlich und das Oblasthauptstadt Ternopil etwa 70 km nordwestlich vom Dorf.
1848 wurde bei Lytschkiwzi im Fluss Sbrutsch die später Idol von Sbrutsch genannte Steinskulptur einer slawischen Gottheit aus dem 9. oder 10. Jahrhundert gefunden.
Am 12. Juni 2020 wurde das Dorf ein Teil der Siedlungsgemeinde Hussjatyn im Rajon Hussjatyn; bis dahin bildete es zusammen mit dem im Norden angrenzenden Dorf Trybuchiwzi (Tрибухівці) die Landratsgemeinde Lytschkiwzi (Личковецька сільська рада/Lytschkowezka silska rada) im Osten des Rajons Hussjatyn.
Am 17. Juli 2020 wurde der Ort Teil des Rajons Tschortkiw.